# 1220 en santé et médecine
| Années de la santé et de la médecine : 1217 - 1218 - 1219 - 1220 - 1221 - 1222 - 1223    |
| Décennies de la santé et de la médecine : 1190 - 1200 - 1210 - 1220 - 1230 - 1240 - 1250 |

Cet article présente les faits marquants de l'année 1220 en santé et médecine.

## Événements

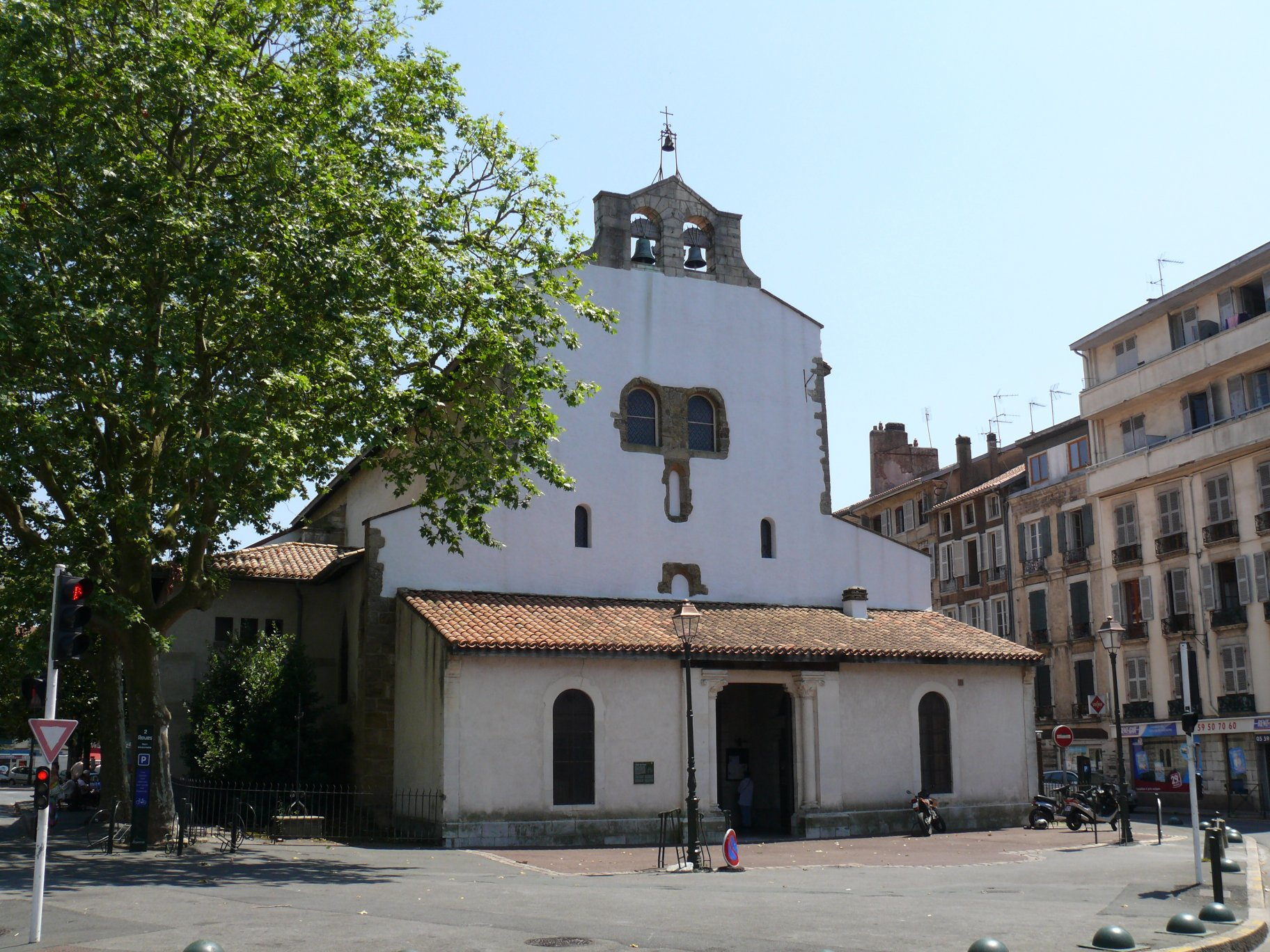
Bayonne
Église Saint-Esprit

- Le cardinal Conrad d'Urach, légat du pape Honorius III, concède ses premiers statuts à l'« université des médecins » (« universitas medicorum ») de Montpellier, acte qui peut être considéré comme fondateur de la célèbre faculté de médecine.
- Un établissement est fondé « pour être un hôpital » au bourg Saint-Esprit, futur quartier de Bayonne au Pays basque[1].

- Fondation par Alexander of Gloucester d'un hospice « pour les pauvres prêtres » (Poor Priests Hospital) à Canterbury dans le Kent en Angleterre[2].
- Fondation de l'hôpital Saint-Jacques de Montpellier[3].
- Entre 1220 et 1225 : dans l'Histoire occidentale (Historia occidentalis), deuxième volume de son Histoire de Jérusalem abrégée (Historia hierosolimitana abbreviata), et à propos des organisations hospitalières de son temps, Jacques de Vitry dresse le tableau d'une Église « dont l'avenir semble assuré par la qualité de [sa] prédication, la richesse [de ses] ordres réguliers et l'exemplarité [de ses] séculiers non seulement ecclésiastiques mais aussi laïcs[4],[5] ».

## Publications
- Parution du Judicium de urina non visa (« Diagnostic sans inspection des urines ») de Guillaume l'Anglais, où l'auteur déduit l'état de santé du patient de la seule étude de son horoscope[6].
- Compilation du Lu chan yan ben cao (« Matière médicale des versants escarpés »), traité de pharmacognosie locale, des alentours de la ville de Hangzhou[7].
- 1212 ou 1220[8] : Pierre d'Éboli compose son ouvrage sur Les Bains de Pouzzoles (De balneis puteolanis), traité de balnéothérapie[9].

## Naissances
- Vers 1220 : Hillel ben Samuel (it) (mort vers 1295 à Forli), médecin, philosophe talmudiste et poète italien ayant vécu à Naples, Capoue, Rome et Barcelone, « auteur de traductions et de traités à caractère médical, restés inédits[10],[11] ».
- Vers 1205[12] ou entre 1210 et 1220 : Pierre d'Espagne le Médecin de Compostelle[13] (mort en 1277), auteur de divers traités médicaux, de commentaires sur Hippocrate et Galien et, peut-être, de l'important Thesaurus pauperum.